# Мойя Бреннан
Моя Бреннан (англ. Moya Brennan; нар. 4 серпня 1952, Дублін, Ірландія) — ірландська співачка, авторка пісень, продюсерка та філантропка. Номінантка двох Греммі, лавреатка двох премій Еммі.

## Біографія
Моя Бреннан почала професійну кар'єру 1970 року, виступаючи у сімейному гурті Clannad, куди також входили її рідні брати Кірон Бреннан і Пол Бреннан, та двоюрідні дядьки Ноел Дюґґен і Порік Дюґґен. Тоді Моя була широко відома як Перша леді Кельтської музики.
Співачка випустила перший соло-альбом 1992 року під назвою Máire (її кельтське ім'я при народженні). Її сольна кар'єра триває успішно до сьогодні, після багатьох років перерви в гурті Clannad з 1996 року.
Моя Бреннан протягом кар'єри співпрацювала з багатьма відомими музикантами, такими як Schiller та Енья. Брала участь у записі кількох саундтреків до кінофільмів, серед яких Титанік та Король Артур.
Моя Бреннан є старшою сестрою співачки Еньї Бреннан, більш відомої як Енья. Разом вони певний час виступали в гурті Clannad.

## Дискографія
- 1992 – Máire
- 1994 – Misty Eyed Adventures
- 1998 – Perfect Time
- 1999 – Whisper to the Wild Water
- 2003 – Two Horizons
- 2005 – An Irish Christmas
- 2006 – Signature
- 2010 – My Match Is A Makin
- 2010 – T with the Maggies
- 2011 – Voices & Harps
- 2013 – Affinity